# Рис Пристланд
Рис Пристланд (енгл. Rhys Priestland; 9. јануар 1987) професионални је рагбиста и репрезентативац Велса, који тренутно игра за један од најстаријих рагби клубова на свету Бат (рагби јунион).

## Биографија
Висок 188 цм, тежак 95 кг, Пристланд је пре Бата играо за Ланели РФК и Скарлетс. За репрезентацију Велса је до сада одиграо 39 тест мечева и постигао 74 поена.